# Pewaukee (làng), Wisconsin
Pewaukee là một làng thuộc quận Waukesha, tiểu bang Wisconsin, Hoa Kỳ. Năm 2006, dân số của làng này là 8170 người.